# Introverta
Embranchement
Les Introverta (introverts ou introvertés) sont un regroupement des scalidorhynches et des nématoïdes sur des critères morphologiques. Ce groupe d'ecdysozoaires pourrait être le groupe frère des panarthropodes. Certaines analyses de séquences d'ARNr semblent montrer que ce groupe est paraphylétique. Ce groupe pourrait donc ne pas être un clade.

## Étymologie
Le nom introverta fait référence à leur tête dévaginable.

## Taxonomie
Certains auteurs rajoutent à ce groupe Gastrotricha (l'ensemble est alors appelé Cycloneuralia Nielsen, 2001), ou encore Cycliophora [réf. nécessaire]. Cependant ce n'est plus le cas aujourd'hui et les gastrotriches sont aujourd'hui considérés comme des Spiralia.

## Liste des sous-taxons
- sous-embranchement des Scalidorhyncha
  - infra-embranchement des Kinorhyncha
  - infra-embranchement des Priapozoa
- sous-embranchement des Nematoida
  - infra-embranchement Nematoda
  - infra-embranchement Nematomorpha

## Synonymie
- Cycloneuralia Ahlrichs, 1995[6]
- Nemathelminthes (Gegenbaur, 1859) Cavalier-Smith 1998[7]